# Bitva na Baltu
Bitva na Baltu (v originále rusky Моонзунд – Moonzund) je sovětský válečný historický film z roku 1987 režiséra Alexandra Muratova. Jeho tématem jsou poměry v ruském námořnictvu, zejména v jeho Baltském loďstvu, v závěru ruské účasti na první světové válce, kdy se německé námořnictvo snaží v rámci operace Albion proniknout k Petrohradu přes Rižský záliv a Západoestonské souostroví (dobově nazývané Moonzund – odtud originální název filmu). Na ruské straně jsou připraveny zabránit jim v tom zejména pobřežní baterie na mysu Cerel ostrova Saaremaa a rozsáhlá minová pole hlídající Irbenský průliv.
Scénář k filmu napsali Eduard Volodarskij s Galinou Muratovou podle románu Moonzund Valentina Pikula a film natočilo studio Lenfilm.

## Děj
Hlavním hrdinou je nadporučík Sergej Nikolajevič Artěňjev (hraný Olegem Meňšikovem) kariérní voják šlechtického původu, pevně rozhodnutý nezajímat se o politiku a pouze odvádět dobrou práci při obraně vlasti. V průběhu filmu slouží jednak jako starší důstojník na torpédoborci Novik, který klade miny v Rižském zálivu, a jednak u baterie na mysu Cerel. Od samého počátku se vyostřuje konflikt mezi důstojníky, kariérními vojáky často šlechtického původu, a mužstvem, které vesměs sympatizuje s bolševismem a snaží se i v rámci armády o jakousi vládu lidu. Na vedení jednotek se začínají podílet vyvolení bolševičtí aktivisté, kteří hlídají a schvalují příkazy důstojníků a na rozdíl od nich mají autoritu u mužstva, které by jinak asi příliš neváhalo své důstojníky z politických důvodů lynčovat. V případě Artěňjeva hraje roli politického vedoucího Trofim Semenčuk (hraný Vladimirem Gosťjuchinem), který mu v závěru pomáhá při předem ztraceném boji odříznuté baterie na Cerelu proti Němcům a na rozdíl od Artěňjeva je nakonec Němci coby bolševik vzápětí po zajetí zabit.
Vedlejší součástí děje je vztah Artěňjeva s Annou Revelskajovou (hraje ji Ljudmila Nilskaja), který je komplikován tím, že Anna slouží jako špionka.

### Souvislosti
- Předlohou pro postavu Artěňjeva byl skutečný velitel obrany na Cerelu Nikolaj Sergejevič Bartěněv.

## Obsazení
| herec                                | role                                         |
| ------------------------------------ | -------------------------------------------- |
| Oleg Jevgeňjevič Meňšikov            | nadporučík Sergej Nikolajevič Artěňjev       |
| Vladimir Vasiljevič Gosťjuchin       | námořník – revolucionář Trofim Semenčuk      |
| Ljudmila Valerjanovna Nilskaja       | Anna Revelskaja, „Klara Georgijevna Izelgof“ |
| Nikolaj Petrovič Karačencov          | kapitán 1. stupně von Knupfer                |
| Jurij Viktorovič Beljajev            | Alexandr Vasiljevič Kolčak                   |
| Boris Vladimirovič Kljujev           | Garold Karlovič Graf                         |
| Vija Francevna Artmaně               | frau Milch                                   |
| Vladimir Nikolajevič Baranov         | burš Platov                                  |
| Alexej Ivanovič Buldakov             | námořník Portňagin                           |
| Konstantin Vladimirovič Vorobjov     |                                              |
| Jevgenija Vladimirovna Dobrovolskaja | Irina Artěňjeva                              |
| Jevgenij Alexandrovič Jevstignějev   | Nikolaj Ottovič von Essen                    |
| Vladimir Arkaďjevič Jerjomin         | Leonid Dějčman, vrchní strojník              |
| Sergej Leonidovič Garmaš             | námořník Pavel Dybenko                       |
| Vladimir Ivanovič Golovin            | Karl Ioakimovič von Děn                      |
| Jurij Gončarov                       | námořník Chatov                              |
| Arťjom Michajlovič Inozemcev         | Michail Koronatovič Bachirev                 |
| Vadim Vladimirovič Lobanov           |                                              |
| Pjotr Petrovič Jurčenkov             | nadporučík Vladimir Petrjajev                |
| Valerij Alexandrovič Smoljakov       |                                              |
| Jevgenij Alexandrovič Filatov        |                                              |
| Vadim Vasiljevič Jakovlev            | Orechov                                      |
| Igor Valentinovič Okrepilov          |                                              |